# Parilimya pacifica
Parilimya pacifica is een tweekleppigensoort uit de familie van de Parilimyidae. De wetenschappelijke naam van de soort is voor het eerst geldig gepubliceerd in 1907 door Dall.